# Flaubert (cràter)
Flaubert és un cràter d'impacte en el planeta Mercuri de 95 km de diàmetre. Porta el nom de l'escriptor francès Gustave Flaubert (1821-1880), i el seu nom va ser aprovat per la Unió Astronòmica Internacional el 1985.